# Кавалерийская дивизия имени Екимова
Кавалерийская дивизия имени Екимова — соединение кавалерии РККА, созданное во время Гражданской войны в России 1918—1920 годов. Являлось маневренным средством в руках фронтового и армейского командования для решения оперативных и тактических задач.
Дивизия была создана приказом войскам 9 армии N 9406/оп от 7 марта 1920 года, расформирована 3 мая 1920 года согласно распоряжению начальника Упраформа 1 Конной армии. Входила в состав 9-й (март — апр. 1920) и 1 Конной (апр. — май 1920) армий.

## Командный состав Кавалерийская дивизияЕкимова
Кавалерийская дивизия Екимова

### Начальник дивизии
- Екимов Георгий Михайлович — с 27 марта 1920 года по 3 мая 1920 года[2]

### Военком дивизии
- Кабанов Семен — с 27 марта 1920 года по 30 апреля 1920 года[2]

### Начальники штаба дивизии
- Медведев Петр Сидорович, врид — с 27 марта 1920 года по 8 апреля 1920 года[2]
- Потемкин Анатолий Николаевич — с 8 апреля 1920 года по 3 мая 1920 года[2]